# 長途電話
長途電話，是指打出特定地區的電話，通常有不同於本地電話的區號或冠碼。長途電話一般會收取額外的費用，視提供服務的公司而定，且常受市場競爭等因素影響。
國際長途電話是連接不同國家的電話，收費一般更高。電話費通常由撥號方支付，除非接聽方同意接受收費通話。
在直撥長途電話1951年推出市場之前，所有的長途電話都需要通過一個特殊的長途接線員協助，即使是本地交換局內之間的直撥電話。當時的城際通話是非常耗時和成本昂貴的，因為每一通電話都需要由多個城市的接線員進行處理。而且長途電話的通話時間也需要人手記錄以便收費。